# Islam au Brésil

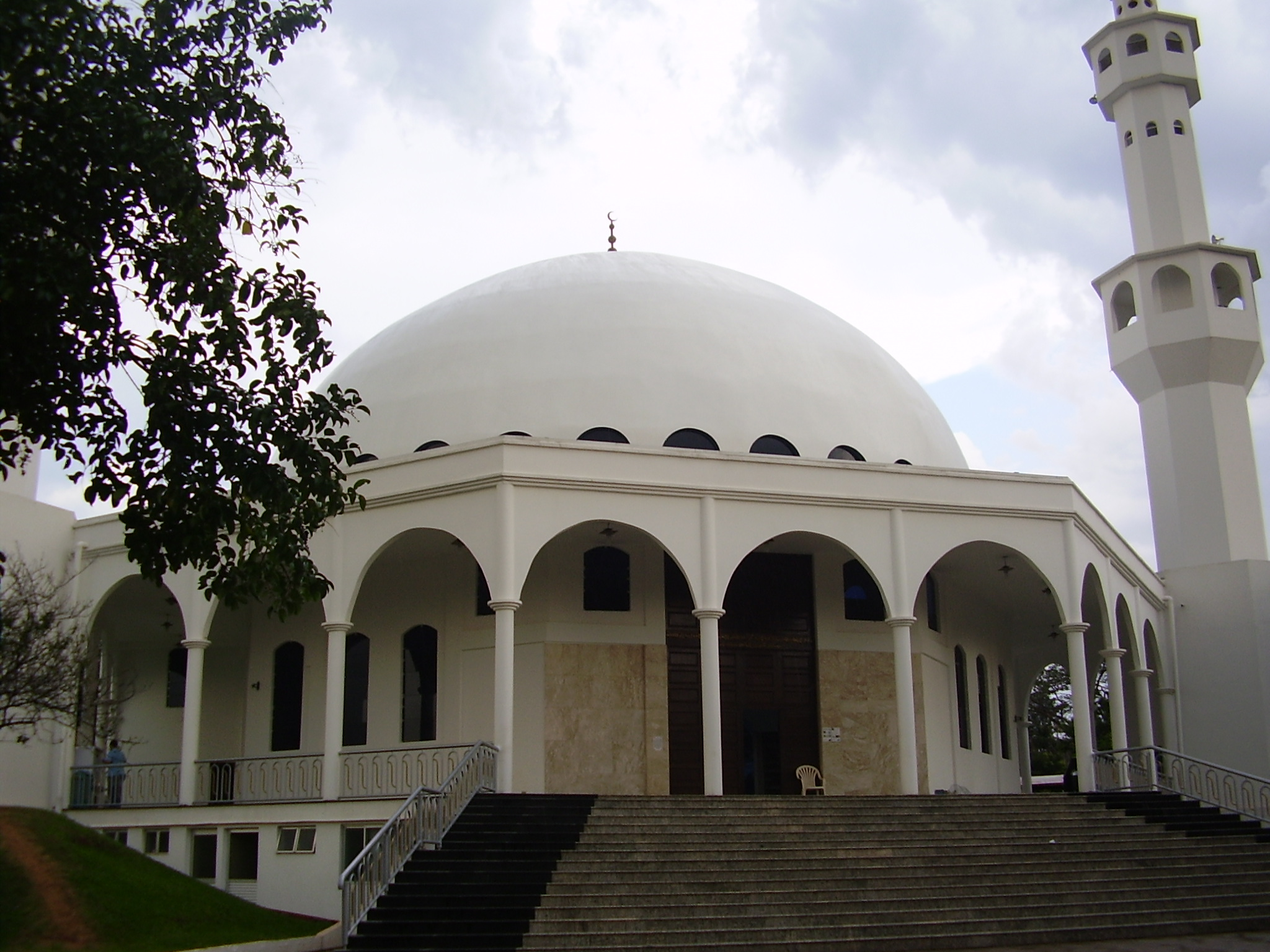
Mosquée dans la ville de Foz do Iguaçu.

L'islam au Brésil est une religion minoritaire, d'abord apportée par des esclaves africains, puis par des immigrants libanais et syriens. L'islam n'est pas représentée de manière indépendante dans les tableaux et graphiques représentant les religions au Brésil, mais regroupés dans les "autres religions".

## L'histoire

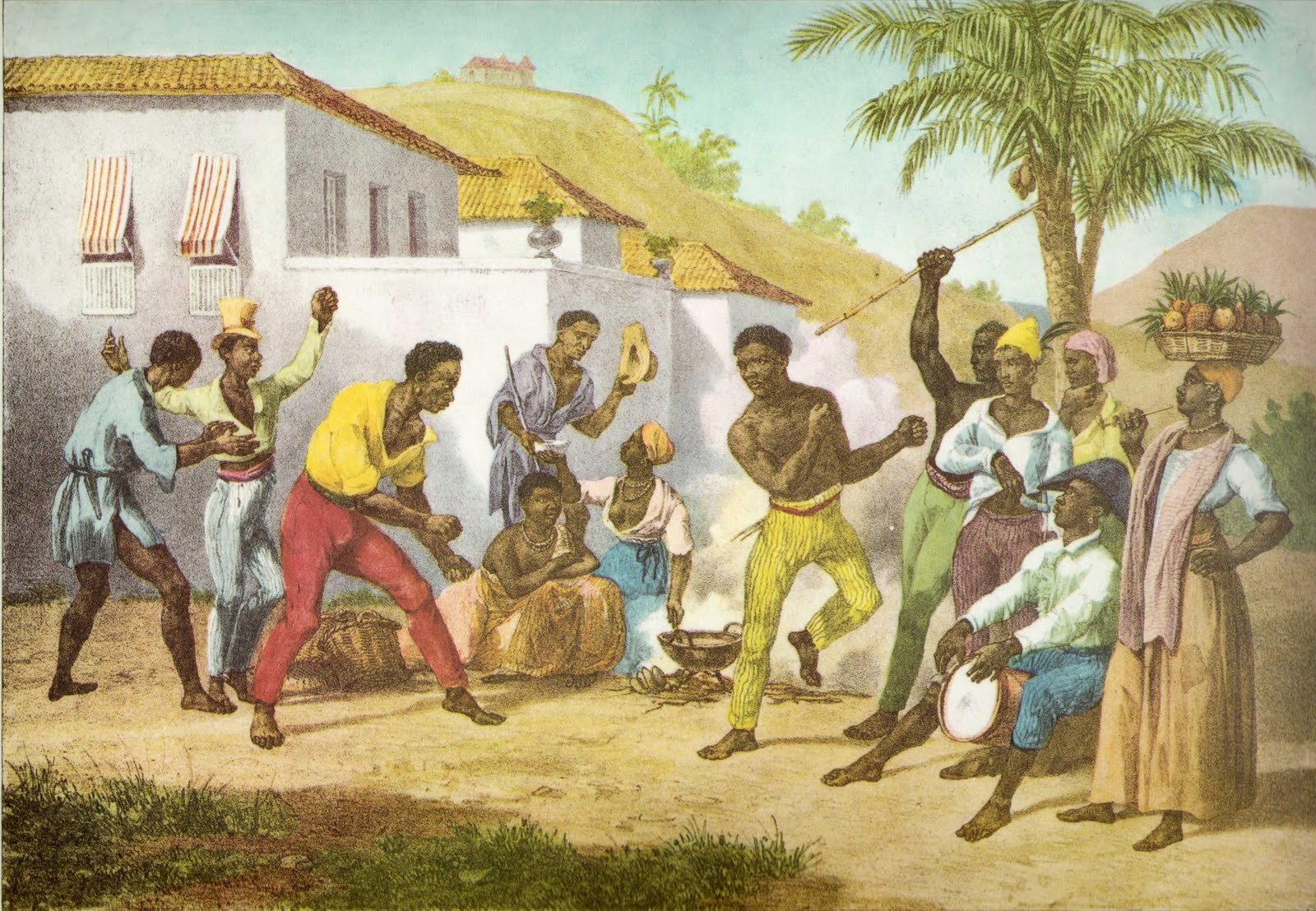
Capoeira ou la danse de la guerre par Johann Moritz Rugendas, 1835

L'histoire des musulmans au Brésil commence avec l'arrivée d'esclaves africains dans le pays. Le Brésil a reçu 37% de tous les esclaves africains commercialisés et plus de 3 millions d'esclaves ont été envoyés dans ce pays. À partir de 1550 environ, les Portugais commencèrent à échanger des esclaves africains contre les plantations de canne à sucre lorsque le peuple tupi autochtone se détériorait. Les chercheurs affirment que le Brésil a reçu plus de musulmans esclaves que partout ailleurs en Amérique.
Pendant les jours des guerres barbaresques, certains natifs Brésiliens sont entrés en interaction avec des terres musulmanes. Le Dr. Antonio Sosa, un religieux portugais détenu captif en Afrique du Nord dans les années 1570, a affirmé que le tristement célèbre port d'Alger maintenait l'une des villes les plus diversifiées du monde sur le plan ethnique, notamment avec les Amérindiens des colonies ibériques du Nouveau Monde. Les corsaires d'Afrique du nord étaient connus pour attaquer le transport d'esclaves et de marchandises lorsqu'ils capturaient des prisonniers en provenance des Amériques. En 1673, 140 prisonniers ont été capturés dans une flotte de Rio de Janeiro, tandis que la capture d'un navire brésilien en 1674 a contribué à la décision d'accroître la protection de la marine.

### La révolte des Malês
Le soulèvement musulman de 1835 à Bahia illustre la condition et l'héritage de la résistance dans la communauté de Malês, nom donné aux musulmans africains dans l'état de Bahia au XIXe siècle. La majorité des participants étaient Nago, l'appellation locale de l'ethnie Yoruba. Beaucoup de "Malês" avaient été soldats et captifs lors des guerres entre Oyo, Ilorin et d'autres cités-états Yoruba au début du XIXe siècle. Parmi les autres participants figuraient des membres du clergé Hausa et Nupe, ainsi que des soldats de Jeje ou dahoméens convertis à l'islam ou ayant combattu en alliance avec des musulmans. " 
À partir de la nuit du 24 janvier 1835 et jusqu'au lendemain matin, un groupe d'esclaves nés en Afrique occupa les rues de la ville de Salvador et affronta soldats et civils armés pendant plus de trois heures,.
Même si elle a été de courte durée, la révolte a été la plus grande révolte d'esclaves au Brésil et la plus grande révolte d'esclaves urbains des Amériques. Environ 300 Africains y ont pris part et le nombre de morts est estimé entre cinquante et cent, bien que le nombre exact soit inconnu. Ce nombre augmente encore plus si l'on inclut les blessés morts dans les prisons ou les hôpitaux. De nombreux participants ont été condamnés à mort, à l'emprisonnement, à la flagellation ou à la déportation. La rébellion eut des répercussions à l'échelle nationale. Craignant de suivre cet exemple, les autorités brésiliennes ont commencé à surveiller de très près les malês et, au cours des années suivantes, des efforts intenses ont été déployés pour forcer les conversions au catholicisme et effacer la mémoire populaire et l'affection envers l'islam. Cependant, la communauté musulmane africaine n'a pas été effacée du jour au lendemain et, selon les estimations, il y aurait encore environ 100 000 Africains musulmans au Brésil en 1910.

### Immigrants musulmans au Brésil
À la suite de la révolte de la communauté musulmane afro-brésilienne, la prochaine période d'islam dans le pays a été principalement le résultat de l'immigration musulmane en provenance du Moyen-Orient et de l'Asie du Sud-Est. Quelque 11 millions d'immigrants syriens et libanais (principalement des chrétiens maronites ) vivent dans tout le Brésil. La plus grande concentration de musulmans se trouve dans la grande région de São Paulo[réf. nécessaire].
L'architecture et la cuisine portent également les marques de la culture transmise à l'hémisphère par les Arabes. Par exemple, la deuxième plus grande chaîne de restauration rapide au Brésil est Habib's, qui sert de la nourriture arabe. La diversité d'influence s'étend également aux entreprises telles que l'industrie textile, qui est principalement dirigée par des marchands d'origine syro-libanaise (principalement de religion chrétienne). Le conseil municipal de São Paulo a un conseiller musulman nommé Mohammad Murad, avocat. La région métropolitaine de São Paulo est peuplée de nombreuses mosquées, la plus ancienne et la plus fréquentée se trouvant sur l'Avenida do Estado. Depuis sa création, la mosquée a ajouté une école coranique, une bibliothèque, une cuisine et une salle de réunion pour diverses fonctions.

## Aujourd'hui

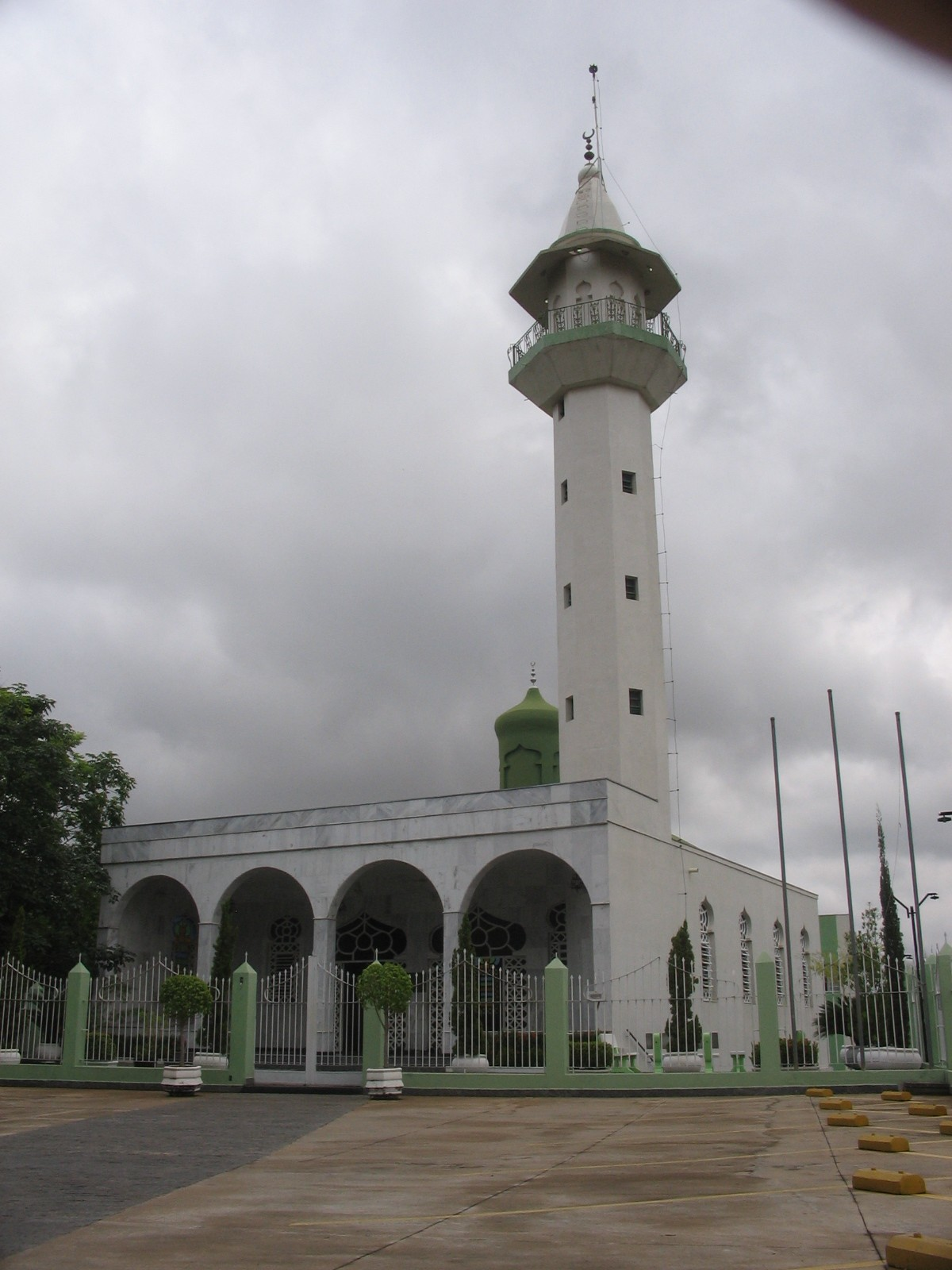
Mosquée à Cuiabá, Brésil.

### Population
Selon le recensement brésilien de 2010, 35 167 musulmans vivaient dans le pays, principalement concentrés dans les États de São Paulo et de Paraná, contre 22 450 en 1990 et 27 239 en 2000 Il existe d'importantes communautés musulmanes dans les banlieues industrielles de la ville de São Paulo et de la ville portuaire de Santos, ainsi que dans les petites communautés de l'État de Paraná dans la région côtière et à Curitiba et Foz do Iguaçu en Argentine-Brésil-Paraguay zone tribord. La communauté est extrêmement sunnite ; les sunnites sont presque complètement assimilés à la société en général. Les récents immigrants chiites gravitent autour de petites communautés insulaires de São Paulo, Curitiba et Foz do Iguaçu. . En 2024, les musulmans représentent une communauté d'au moins 200 000 personnes, ce qui en fait l'une des plus grandes communautés musulmanes d'Amérique latine.
Une tendance récente a été l'augmentation des conversions à l'islam chez les citoyens non arabes. Une source musulmane récente a estimé à près de 10 000 le nombre de musulmans convertis vivant au Brésil. Au cours des 30 dernières années, l'islam est devenu de plus en plus visible dans la société brésilienne en construisant non seulement des mosquées, mais également des bibliothèques, des centres artistiques et des écoles, ainsi qu'en finançant des journaux.

### Infrastructure

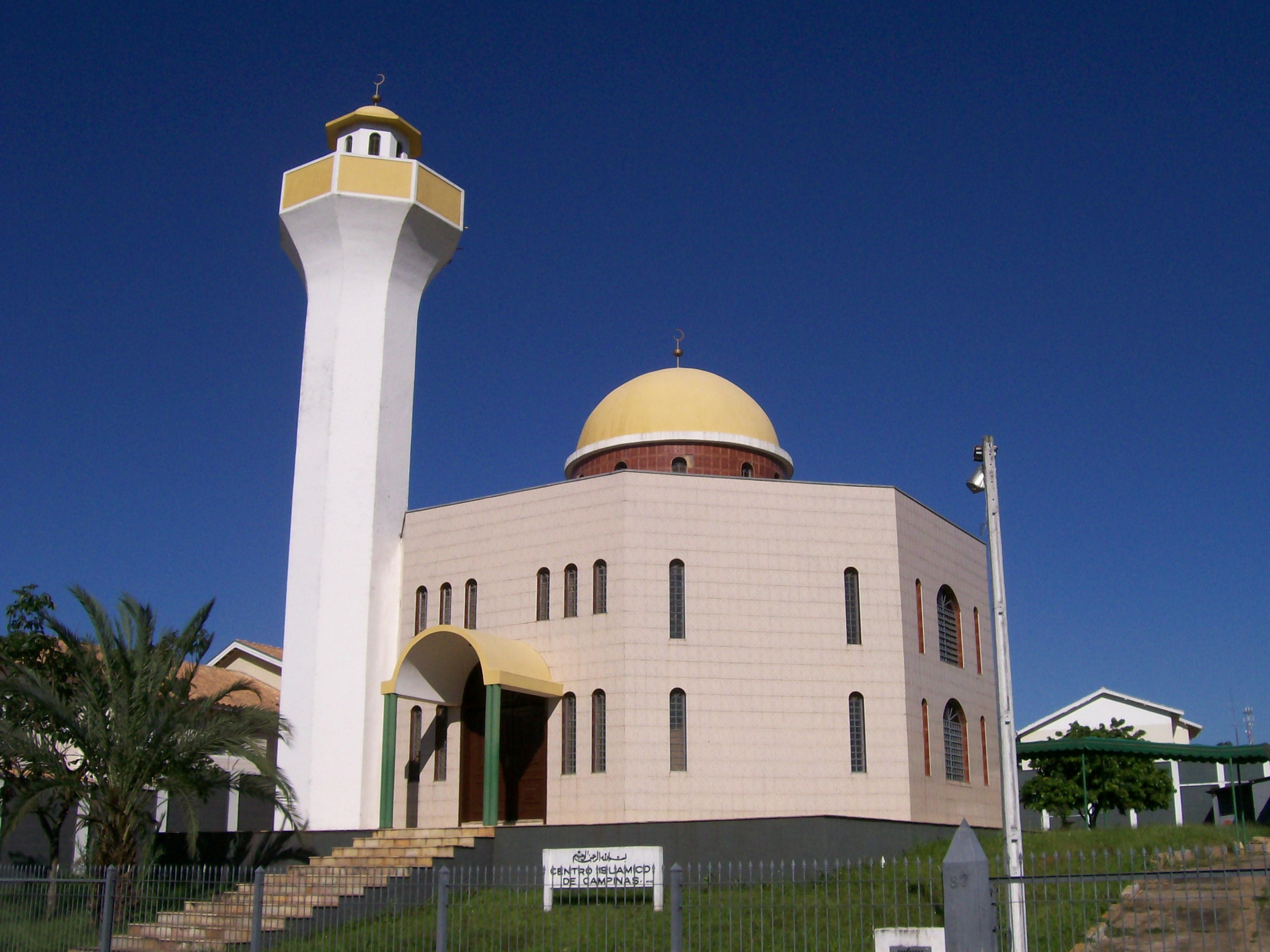
Centre islamique de Campinas.

Il y a plus de 150 mosquées au Brésil et leur nombre augmente. Comme dans de nombreuses grandes mosquées métropolitaines d'Amérique du Sud, l'assistance étrangère et les efforts individuels ont joué un rôle majeur dans la durabilité des mosquées de l'agglomération de São Paulo. Par exemple, l'imam de l'Av. La mosquée Do Estado est originaire du Moyen-Orient et les imams sont souvent choisis conjointement par les comités de gestion des mosquées et les gouvernements arabes qui paient les services fournis par l'imam. Ismail Hatia, un Sud-africain arrivé au Brésil en 1956, a construit une mosquée à Campinas il y a de nombreuses années. Hatia, qui dirige également une école de langues, a estimé que les quelque 50 familles musulmanes de Campinas avaient cruellement besoin d'une organisation communautaire pour contribuer à la cohésion et à l'orientation des musulmans. La mosquée de Campinas organise désormais les prières du juma'at du vendredi.